# 賽倫塞斯特鎮足球會
賽倫塞斯特鎮足球會（Cirencester Town）是一支位於英格蘭告羅士打郡賽倫塞斯特的職業足球會，目前於英格蘭足球南部聯賽甲組中角逐。

## 外部連結
- Official website